# クリストバライト
クリストバル石（クリストバルせき、cristobalite、クリストバライト）は、二酸化ケイ素 (SiO2) の結晶多形の一つで、石英の高温結晶形。方珪石（）とも呼ばれる。

## 産出地
火山岩の空隙中に産する。
日本では長野県諏訪郡下諏訪町和田峠が主な産地として知られる。
また、日本以外では、アメリカ、メキシコ、ドイツ等、世界各国で産出する。

## 性質・特徴
クリストバル石は 1,470 ℃ 以上で安定だが、低い温度でも準安定となる。
クリストバル石は、ほとんどの二酸化ケイ素の多形体と同じく、フレームワークと呼ばれる、酸素原子が近隣の四面体と共有される SiO4 四面体から構成される立体構造から成る。クリストバライトのフレームワークには複数の形がある。高温では立方構造だが、常圧の250℃以下に冷却されると正方構造に変化し、そのフレームワークの中で、二酸化ケイ素四面体が傾いた構造となる。この相転移は、α−β転移と呼ばれる。
立方のβ相は、全体としては無秩序の二酸化ケイ素四面体から成る。四面体はかなり規則的なままで、フォノンの影響のために、理想的な四面体の方向からずらされている。α−β相転移において、3本の縮退した立方の結晶軸のうちの1本は、四角形の形で4つの方向をとることができる。軸の選択は任意で、そのため、いろいろな双晶が同じ結晶粒の中にできることになる。相転移が不連続に生じるため、クリストバル石を含有する煉瓦（例えば耐火性レンガ）に転移温度を通過するような熱サイクルを繰り返し与えると、大きな機械的損傷を生じる。
二酸化ケイ素が不透明になるとき、その熱力学の安定範囲外でも、クリストバル石は通常、できる第一相である。
プレシャスオパールを作るマイクロメートル球はクリストバル石でできている。

## 用途・加工法
種類によっては水分を含むと様々な物質を吸着する性質がある為、汚水の浄化、土壌改良および改善、セシウムの吸着等の効果が望める。

## 毒性
シリカを含む砕石の採掘従事者に珪肺の発生比率が高いことが知られている。2001年、国際がん研究機関はクリストバライトの粉塵に発がん性を認めている。